# МИТ лиценца
МИТ лиценца је допустива лиценца за слободни софтвер Масачусетског технолошког института (МИТ), настала крајем 1980-их. Како је упитању допустива лиценца она има минимална ограничења на даљу употребу и велику компактибилност са другим лиценцама.
За ралику од копилефт лиценци МИТ лиценца дозвољава употребу у власничком софтверу под условом да све копије софтвера (или његовог највећег дела) наведу услове МИТ лиценце и напомену о ауторским правима (copyright notice). 2015. године МИТ лиценца је била најкоришћенија софтверска лиценца на GitHub-у.
Најпознатији порјекти који користе МИТ лиценцу су X Window System, Ruby on Rails, Node.js, Lua, jQuery, .NET, Angular и React.

## Разне верзије
Због тога што је МИТ користио многе лиценце за софтвер, фондација за слободан софтвер је сматрала "МИТ Лиценцу" двосмисленом. "МИТ Лиценца" је могла да се односи на "Expat лиценцу" (користила се се за Expat) или на "X11 лиценцу" (под називом "МИТ / Х Конзорцијум лиценца" употребљена за Х Виндоус систем од стране МИТ Х конзорцијума). "МИТ лиценца" је, објављена на званичном сајту иницијативе отвореног кодада је иста као "Expat лиценца".
За разлику од Expat лиценце, X11 лиценца и "МИТ лиценца" су изабране за ncurses од фондације за слободни софтвер са следећим закључком:
Осим као што је наведено у овом обавештењу, име(на) поменутих носилаца ауторских права се неће користити за рекламирање или друге начине промовисања продаје, а такође и коришћење или друге обраде унутар самог софтвера неће бити могуће без претходног писменог одобрења.

## Услови лиценце
Уобичајени облик МИТ лиценце (са званичног сајта ОСИ-а, који је исте верзије као "Expat лиценца", а који није идентичан Х изворном коду) је дефинисан на следећи начин:
```
Copyright (c) <year> <copyright holders>

Дозвола се даје, бесплатно, било којој особи која има копију овог софтвера и одговарајућу документацију ("Софтвер"), да користи софтвер без икаквих ограничења, укључујући и ограничења права на коришћење, копирање, модификовање, спајање, објављивање, дистрибуцију, подлиценцирање, и / или продају копија софтвера, као и да дозволи особама за које је софтвер намењен да раде, у складу са следећим условима:

Наведена обавештења о ауторским правима као и ово обавештење о дозвољеном коришћењу треба да буду укључена у све копије или битне делове софтвера.

СОФТВЕР СЕ ДОБИЈА "ТАКАВ КАКАВ ЈЕСТЕ", БЕЗ ИКАКВИХ ГАРАНЦИЈА, ИЗРИЧИТИХ ИЛИ ИМПЛИЦИТНИХ, УКЉУЧУЈУЋИ АЛИ НЕ ОГРАНИЧАВАЈУЋИ СЕ НА ГАРАНЦИЈЕ ПРОДАЈЕ ИЛИ ПРИКЛАДНОСТИ ЗА ОДРЕЂЕНУ НАМЕНУ И ГАРАНЦИЈЕ НЕКОРИШЋЕЊА ТУЂИХ ПАТЕНАТА. НИ У КОМ СЛУЧАЈУ АУТОРИ ИЛИ НОСИОЦИ АУТОРСКИХ ПРАВА НЕЋЕ БИТИ ОДГОВОРНИ ЗА БИЛО КАКВУ ШТЕТУ (СТВАРНУ ИЛИ ФОРМАЛНУ) ИЛИ НЕДОСТАТКЕ БИЛО КОЈЕ ВРСТЕ А У ВЕЗИ СА СОФТВЕРОМ, ЊЕГОВОМ УПОТРЕБОМ ИЛИ ЊЕГОВИМ ФУНКЦИОНИСАЊЕМ.

```

Привремени облик лиценце коришћене од стране Х конзорцијума за Х11 су коришћене путем следеће формулације:
```
Copyright (C) <date> X Consortium

Дозвола се даје, бесплатно, било којој особи која има копију овог софтвера и одговарајућу документацију ("Софтвер"), да користи софтвер без икаквих ограничења, укључујући и ограничења права на коришћење, копирање, модификовање, спајање, објављивање, дистрибуцију, подлиценцирање, и / или продају копија софтвера, као и да дозволи особама за које је софтвер намењен да раде, у складу са следећим условима:

Наведена обавештења о ауторским правима као и ово обавештење о дозвољеном коришћењу треба да буду укључена у све копије или битне делове софтвера.

СОФТВЕР СЕ ДОБИЈА "ТАКАВ КАКАВ ЈЕСТЕ", БЕЗ ИКАКВИХ ГАРАНЦИЈА, ИЗРИЧИТИХ ИЛИ ИМПЛИЦИТНИХ, УКЉУЧУЈУЋИ АЛИ НЕ ОГРАНИЧАВАЈУЋИ СЕ НА ГАРАНЦИЈЕ ПРОДАЈЕ ИЛИ ПРИКЛАДНОСТИ ЗА ОДРЕЂЕНУ НАМЕНУ И ГАРАНЦИЈЕ НЕКОРИШЋЕЊА ТУЂИХ ПАТЕНАТА. НИ У КОМ СЛУЧАЈУ АУТОРИ ИЛИ НОСИОЦИ АУТОРСКИХ ПРАВА НЕЋЕ БИТИ ОДГОВОРНИ ЗА БИЛО КАКВУ ШТЕТУ (СТВАРНУ ИЛИ ФОРМАЛНУ) ИЛИ НЕДОСТАТКЕ БИЛО КОЈЕ ВРСТЕ А У ВЕЗИ СА СОФТВЕРОМ, ЊЕГОВОМ УПОТРЕБОМ ИЛИ ЊЕГОВИМ ФУНКЦИОНИСАЊЕМ.

Осим као што је наведено у овом обавештењу, име Х конзорцијума се не би смело користити за рекламирање или друге начине промовисања продаје, а такође и коришћење или друге обраде унутар самог софтвера неће бити могуће без претходног одобрења Х конзорцијума.

X Window System је заштитни знак X конзорцијума.

```

## Поређење са осталим лиценцама
МИТ Лиценца је слична 3-клаузуларној "модификованој" BSD лиценци, осим што BSD лиценца садржи обавештење којим се забрањује коришћење назива носиоца ауторског права у промоцији. Ово је понекад присутно у верзијама МИТ лиценце, као што је горе наведено.
Оригинална BSD лиценца садржи и члан у коме се захтева да све рекламе софтвера прикажу обавештења о кредитирању својих аутора. Ова "рекламна тврдња" (откако је одбачена од стране УН Берклија) је присутна у модификованој МИТ лиценци коју користи XFree86.
МИТ лиценца исказује много експлицитније права дата крајњем кориснику, укључујући и право на коришћење, копирање, модификовање, обједињавање, објављивање, дистрибуцију, подлиценцирање, и / или продају софтвера. МИТ лиценца изричито даје право "подлиценцирања" у тексту саме дозволе --право које није поменуто у BSD лиценци које једноставно даје право на ”промени и користи” . Право на подлиценце значи да странка која добије код под лиценцом МИТ-а има законско право да одобри сва права лиценце примљене у трећем лицу на које се распоређује лиценца МИТ кода.
Као и BSD лиценца, ни МИТ лиценца не садржи изричиту дозволу патент лиценце. И BSD и МИТ лиценце су изграђене пре него што је патентибилност софтвера генерално призната по америчком закону. Слична допустива лиценца, која садржи патентну лиценцу, је Апач лиценца верзије 2.0+.
МИТ лиценца садржи услове који се користе у дефинисању права носиоца патента у 35 САД секција кода односно у 154 секције за "употребу" и "продају". Ово је протумачено од стране неких коментатора као да је реч о 35 САД код секција где се 154 кода дефинишу као права власника патента, а то су: "Сваки патент мора да садржи кратак назив проналаска и одобрење проналазачу, његовим радницима или сарадницима, права да забрани другима да праве, користе, нуде тај патент за продају, продају широм Сједињених Америчких Држава или увоз патента у САД ..." Природа овог права потврђеног од УН-а за патенте, нису јасна на први поглед, јер је негирајуће право, кључ је у речима "право да искључи. Свака особа је обично слободна да, употреби, или прода шта жели, без дозволе за то. Оно што носилац патента има за право је да искључи друге да раде оно што им је иначе дозвољено да раде. Дакле, укључивање речи додели права на "коришћење" и "продају" може само да се тумачи као значење да лиценца има сва права која би она иначе имала под ауторским гарантом. Није тешко закључити да ове често коришћене речи значе да власник лиценце одрицањем свог патента има право да искључи и друге од таквог деловања (и претпоставља да власник лиценце који има такве патенте може да искључи та права). А то да ли суд може да изрази признање патента под МИТ лиценцом, дакле, остаје отворено питање.
Поједностављена BSD лиценца, коришћена од стране FreeBSD је у суштини идентична МИТ лиценци, јер не садржи ни рекламну клаузулу, нити забрану промоције имена носиоца ауторских права.
Такође, слично је у и са ИСЦ лиценцом, која има једноставнији језик.
Универзитет у Илиноису / NCSA јавна лиценца комбинује текст из обе МИТ и BSD лиценце; гаранција ове лиценце и одрицање су преузети из МИТ лиценце.

## Одзив и утицај
Од 2015. године у складу са  Black Duck софтвером А такође и према GitHub статистици, МИТ лиценца је постала најпопуларнија дозвола у ФОСС домену поред ГПЛ варијанти и других ФОСС лиценци.